# Jolán Adriányi-Borcsányi
Jolán Adriányi-Borcsányi (wym. [jolaːn ɒdriaːɲi bortʃaːɲi], ur. 1881, zm. 7 września 1930 w Batyżowcach) – węgierska taterniczka.

## Życiorys
Jolán Adriányi-Borcsányi była aktywną taterniczką w latach 1900–1910, kiedy jej ojciec János Adriányi był chatarem Schroniska Téryego. W 1902 roku dokonała swojego największego taternickiego osiągnięcia – wraz z przewodnikiem Johannem Glatzem dokonała pierwszego wejścia na Juhaską Turnię. W latach następnych wierzchołek ten został nazwany na jej cześć w nazewnictwie niemieckim i węgierskim. W 1910 roku zamieszkała w Szczyrbie, potem w Batyżowcach, gdzie zmarła.